# Danh sách tập phim Digimon Xros Wars
Digimon Xros Wars là phim hoạt hình Nhật Bản sản xuất bởi Toei Animation. Phim có tổng cộng 79 tập. Phim được phát sóng trên TV Asahi từ ngày 7 tháng 6 năm 2010 đến 25 tháng 3 năm 2012. Phim của đạo diễn Endo Tetsuya và sản xuất bởi Sanjo Riku. Phim gồm ba mùa, mùa 2 mang tên Aku no Desu Jeneraru to Nanajin no Ōkoku (悪のデスジェネラルと七人の王国) và mùa 3 mang tên Toki o Kakeru Shōnen Hantā-tachi (時を駆ける少年ハンターたち). Nội dung phim kể về hành trình của Xros Heart do Taiki đứng đầu cùng sự liên minh với Blue Faire của Kiriha giải phóng mọi vùng đất ở thế giới kĩ thuật số từ tay Bảga Amry do Bagramon cầm đầu trong hai mùa đầu tiên, sau đó là sự đồng hành cùng những thợ săn Digimon từ những thành viên của liên quân này.
Ca khúc mở đầu mùa 1 là "Never Give Up!" (ネバギバ! Neba Giba!) của Sonar Pocket, mùa 2 và 3 lần lượt là "New World" và "STAND UP" của Twill. Nhạc lồng trong phim gồm 11 bài: "WE ARE Xros Heart" (WE ARE クロスハート! WE ARE Kurosu Hāto!), "X4B THE GUARDIAN" và "Sora Mau Yuusha! X5" (空舞う勇者!×5 Sora Mau Yūsha! Kurosu Faibu) của Wada Kouji, "Blazing Blue Flare" của Takatori Hideaki, "Dark Knight ~Fujimi no Ouja~" (DARK KNIGHT～不死身の王者～ Dark Knight ~Fujimi no Ōja~) của Takayoshi Tanimoto, "Evolution & DigiXros ver. TAIKI" của Wada Kouji và Takayoshi Tanimoto, "Evolution & DigiXros ver. KIRIHA" của Takayoshi Tanimoto và Wada Kouji, "WE ARE Xros Heart ver. X7" (WE ARE クロスハート! ver. X7 WE ARE Kurosu Hāto! ver. X7) của Wada Kouji, Takayoshi Tanimoto và Miyazaki Ayumi, "Tagiru Chikara!" (タギルチカラ!) của Psychic Lover, "Shining Dreamers" của Iwasaki Takafumi và "Legend Xros Wars" (レジェンド・クロスウォーズ Rejendo Kurosu Wōzu) của YOFFY và Iwasaki Takafumi.

## Tổng quan
| Mùa | Mùa | Số tập | Số tập | Phát sóng gốc      | Phát sóng gốc       | Phát sóng gốc |
| Mùa | Mùa | Số tập | Số tập | Phát sóng lần đầu  | Phát sóng lần cuối  | Network       |
| --- | --- | ------ | ------ | ------------------ | ------------------- | ------------- |
|     | 6   | 79     | 79     | 6 tháng 7 năm 2010 | 25 tháng 3 năm 2012 | TV Asahi      |

## Danh sách tập

#### Mùa 1
| STT tập phim | Tên tập phim | Ngày phát sóng gốc   |
| ------------ | --- | -------------------- |
|              | |                      |
| 1            | "Taiki đi đến thế giới khác!" "Taiki, Isekai e iku!" (タイキ、異世界へ行く！)                                                                                        | 6 tháng 7 năm 2010   |
| 2            | "Hét lên, Shoutmon!" "Shautomon, hoeru!" (シャウトモン、吠える！) | 13 tháng 7 năm 2010  |
| 3            | "Đối thủ Kiriha xuất hiện!" "Raibaru Kiriha, arawaru!" (強敵キリハ、現る！)                                                                                          | 20 tháng 7 năm 2010  |
| 4            | "Island Zone hỗn loạn!" "Airando Zōn, Gekidō!" (アイランドゾーン、激動！)                                                                                            | 27 tháng 7 năm 2010  |
| 5            | "DigiMemory tỏa sáng lấp lánh!" "Dejimemori, kagayaku!" (デジメモリ、輝く！)                                                                                         | 3 tháng 8 năm 2010   |
| 6            | "X4 phá vỡ hỗn loạn!" "Kurosufō, Kikitoppa!" (✕4、危機突破！) | 10 tháng 8 năm 2010  |
| 7            | "Núi lửa Digimon phun trào!" "Kazan Dejimon, dai bakuhatsu!" (火山デジモン、大爆発！)                                                                                | 17 tháng 8 năm 2010  |
| 8            | "Tướng Tactimon xuất hiện!" "Mōshō Takutimon, Semaru!" (猛将タクティモン、迫る！)                                                                                    | 24 tháng 8 năm 2010  |
| 9            | "Dorurumon, lao như gió!" "Dorurumon, kaze ni kakeru!" (ドルルモン、風に駆ける！)                                                                                    | 31 tháng 8 năm 2010  |
| 10           | "Taiki trở thành hiệp sĩ!" "Taiki, Kishi ni naru!" (タイキ、騎士になる！)                                                                                            | 14 tháng 9 năm 2010  |
| 11           | "Xros Heart, bùng lên!" "Kurosu Hāto, Moeru!" (クロスハート、燃える！)                                                                                               | 14 tháng 9 năm 2010  |
| 12           | "Sand Zone, đại phiêu lưu nơi phế tích!" "Sando Zōn, Iseki de Daibōken!" (サンドゾーン、遺跡で大冒険！)                                                              | 12 tháng 10 năm 2010 |
| 13           | "Taiki, chiến binh thần thánh!" "Taiki, Megami no Senshi!" (タイキ、女神の戦士！)                                                                                    | 19 tháng 10 năm 2010 |
| 14           | "Vũ điệu của chiến binh Beelzebumon!" "Senshi Beruzebumon, mau!" (戦士ベルゼブモン、舞う！)                                                                          | 26 tháng 10 năm 2010 |
| 15           | "Heaven Zone, cạm bẫy của Thiên Đàng!" "Hebun Zōn, Rakuen no wana!" (ヘブンゾーン、楽園の罠！)                                                                       | 9 tháng 11 năm 2010  |
| 16           | "Digimon hắc kị sĩ xuất hiện!" "Kurokishi Dejimon, sanjō!" (黒騎士デジモン、参上！)                                                                                  | 16 tháng 11 năm 2010 |
| 17           | "DigiXros thần kỳ! Shoutmon X5 vút bay!" "Kiseki Dejikurosu! Shautomon Kurosufaibu tobu!" (奇跡デジクロス！ シャウトモン✕５飛ぶ！)                                   | 23 tháng 11 năm 2010 |
| 18           | "Stingmon, anh hùng Digimon rừng rậm!" "Sutingumon, Dejimon Daimitsurin no Yūsha!" (スティングモン、デジモン大密林の勇者！)                                          | 30 tháng 11 năm 2010 |
| 19           | "Deckerdramon huyền thoại động!" "Densetsu no Dekkādoramon, ugoku!" (伝説のデッカードラモン、動く！)                                                                 | 7 tháng 12 năm 2010  |
| 20           | "Dust Zone, thành phố phế liệu khổng lồ cùa GrandLocomon!" "Dasuto Zōn, Gurandorokomon no Dai Sukurappu toshi!" (ダストゾーン、グランドロコモンの大スクラップ都市！) | 14 tháng 12 năm 2010 |
| 21           | "Quyết chiến! DarkKnightmon VS Xros Heart!" "Kessen! Dākunaitomon VS Kurosu Hāto!" (決戦！ダークナイトモンVSクロスハート！)                                          | 21 tháng 12 năm 2010 |
| 22           | "Wisemon, bí ẩn của Thế giới Kỹ thuật số!" "Waizumon, Dejitaru Wārudo no Himitsu!" (ワイズモン、デジタルワールドの秘密！)                                            | 11 tháng 1 năm 2011  |
| 23           | "Shinobi Zone, trận chiến Ninja hài hước!" "Shinobi Zōn, Owarai Ninja Batoru!" (シノビゾーン、お笑い忍者バトル！)                                                    | 18 tháng 1 năm 2011  |
| 24           | "Các Monitamon cá biệt, cố gắng hết sức!" "Ochikobare Monitamonzu, ganbaru!" (落ちこぼらモニタモンズ、がんばる！)                                                    | 25 tháng 1 năm 2011  |
| 25           | "Vùng đất hủy diệt! Taiki và Kiriha bất hòa!" "Zōn hōkai! Hibana chiru Taiki to Kiriha!" (ゾーン崩壊、火花散るタイキとキリハ！)                                      | 1 tháng 2 năm 2011   |
| 26           | "Shoutmon, minh chứng của một vị vua!" "Shautomon, Kingu no akashi!" (シャウトモン、キングの証！)                                                                    | 8 tháng 2 năm 2011   |
| 27           | "Sweet Zone, trận chiến Digimon hảo ngọt" "Suītsu Zōn, Amatō Dejimon Batoru" (スイーツゾーン、甘党デジモンバトル)                                                    | 15 tháng 2 năm 2011  |
| 28           | "Kích hoạt vũ khí tối thượng! Cutemon cố lên!" "Saishū heiki hatsudō! Ganbare Kyūtomon!" (最終兵器発動！がんばれキュートモン！)                                      | 22 tháng 2 năm 2011  |
| 29           | "Taiki và Kiriha VS Binh đoàn Bagra, quyến chiến toàn diện!" "Taiki Kiriha VS Bagura gun, Zenmen Kessen!" (タイキ・キリハVSバグラ軍、全面決戦！)                     | 1 tháng 3 năm 2011   |
| 30           | "Hành trình mới!! Đại chiến Tokyo!!" "Arata naru tabidachi!! Tōkyō Daikessen!!" (新たなる旅立ち‼東京大決戦‼)                                                         | 8 tháng 3 năm 2011   |

#### Mùa 2:Aku no Desu Jeneraru to Nanajin no Ōkoku
| STT    | STT | Tên tập phim | Ngày phát sóng gốc  |
| Series | Mùa | Tên tập phim | Ngày phát sóng gốc  |
| ------ | --- | --- | ------------------- |
|        |     | |                     |
| 31     | 1   | "Trở lại Thế Giới mới! Dragon Land của Hỏa Liệt Tướng" "Arata naru Sekai e! Karetsu Shōgun no Doragon Rando" (新たなる世界え！火烈将軍のドラゴンランド)                                     | 5 tháng 4 năm 2011  |
| 32     | 2   | "Đứng lên, Kiriha! Kế hoạch giải cứu Xros Heart" "Tachi agare, Kiriha! Kurosu Hāto dakkai sakusen" (立ち上がり、キリハ！クロスハート奪回作戦)                                               | 12 tháng 4 năm 2011 |
| 33     | 3   | "Lạnh người! Vampire Land của Nguyệt Quang Tướng" "Sesuji zowazowa! Gekkō Shōgun no Vanpaia Rando" (背筋ゾワゾワ！月光将軍のヴァンパイアランド)                                             | 19 tháng 4 năm 2011 |
| 34     | 4   | "Greymon đừng chết! Shoutmon DX ra đời" "Shinu na Gureimon! Shautomon Dī Kurosu Tanjō" (死ぬなグレイモン！シャウトモンDX誕生)                                                               | 26 tháng 4 năm 2011 |
| 35     | 5   | "Sức mạnh bị hấp thụ! Những thợ săn ở Honey Land" "Pawā ga suwareru! Hanī Rando no kariudotachi" (パワーが吸われる！ハニーランドの狩人たち)                                                 | 3 tháng 5 năm 2011  |
| 36     | 6   | "Thợ săn hay cười! Mộc Lnh Tướng Zamielmon" "Warau Kariudo! Mokusei Shōgun Zamiērumon" (笑う狩人！木精将軍ザミエールモン)                                                                   | 10 tháng 5 năm 2011 |
| 37     | 7   | "Tại sao thế em!? Ác mộng của tướng địch Yuu" "Otōto yo, Naze!? Teki Jeneraru Yuu no Akumu" (弟よ、なぜ！？敵ジェネラル・ユウの悪夢)                                                        | 17 tháng 5 năm 2011 |
| 38     | 8   | "Bí ẩn ở Cyber Land! Thiếu nữ xinh đẹp ở thành phố thép" "Nazo no Saibā Rando! Hagane no Machi no Bishōjo" (迫る！鋼の街の美少女)                                                           | 24 tháng 5 năm 2011 |
| 39     | 9   | "Mối lo Xros Heart chia rẽ! Cái bẫy của Thủy Hổ Tướng" "Kurosu Hāto Bunretsu no Kiki! Suiko Shōgun no Hiretsuna Wana" (クロスハート分裂の危機！水虎将軍の卑劣なワナ)                        | 31 tháng 5 năm 2011 |
| 40     | 10  | "Cướp biển vui nhộn xuất hiện! Dong buồm trên Gold Land!!" "Yōki na Kaizoku, Arawaru! Gōrudo Rando no Kōkai!!" (陽気な海賊、現る！ゴールドランドの航海！！)                                 | 7 tháng 6 năm 2011  |
| 41     | 11  | "Hoàng tặc Olegmon cười! Tạm biệt Xros Heart!" "Kinzoku no Orēgumon ga Warau! Saraba Kurosu Hāto!" (金賊のオレーグモンが笑う！さらばクロスハート！)                                         | 14 tháng 6 năm 2011 |
| 42     | 12  | "Tiếng thì thầm đến Kiriha! Thổ Thần Tướng của hẻm núi, tiếng gọi của ác quỷ" "Kiriha ni sasayaku! Kyōkoku no Doshin Shōgun, Akuma no Yūi!" (キリハのささやく！峡谷の土伸将軍、悪魔の誘い)  | 21 tháng 6 năm 2011 |
| 43     | 13  | "Tình cảm mãnh liệt! Tiếng kêu sau cùng của Deckerdramon!!" "Tsuyoki Ai o! Dekkādoramon Saigo no Sakebi!!" (強き愛を！デッカードラモン最後の叫び！！)                                       | 4 tháng 7 năm 2011  |
| 44     | 14  | "Mối liên kết X7! Đại chiến Gravimon" "Kizuna no Kurosusebun! Gurabimon no Sōzetsu Batoru!!" (きずなの✕7！グラビモンの壮絶バトル！！)                                                       | 11 tháng 7 năm 2011 |
| 45     | 15  | "Vương quốc cuối cùng, Bright Land của bình minh" "Saigo no ōkoku, kagayaku Taiyō no Buraito Rando" (最後の王国、輝く太陽のブライトランド)                                                  | 18 tháng 7 năm 2011 |
| 46     | 16  | "Sống hay chết, Cuộc chiến quyết định của các tướng dưới địa ngục!" "Shō ka shi ka, Jigolu no Jeneraru kessen!" (生か死か、地獄のジェネラル決戦！)                                          | 25 tháng 7 năm 2011 |
| 47     | 17  | "Taiki VS Yuu, Trận chiến giữa Tướng thiếu niên!" "Taiki VS Yuu, Shōnen Jeneraru taiketsu!" (タイキVSユウ、少年ジェネラル対決！！)                                                          | 9 tháng 8 năm 2011  |
| 48     | 18  | "Beelzebumon, tan biến trong ánh sáng!" "Beruzebumon, Hikari ni kiyu!" (ベルゼブモン、光に消ゆ！)                                                                                           | 16 tháng 8 năm 2011 |
| 49     | 19  | "Quyết định của Taiki! Manh hơn cả tướng mạnh nhất Apolomon" "Taiki no Ketsudan! Saikyō no Aporomon o Koeru!" (タイキの決断！最強のアポロモンを越える！)                                    | 23 tháng 8 năm 2011 |
| 50     | 20  | "Hồi sinh! Sự trở lại của Thất Tử Tướng!" "Yomigaeru! Shichinin no Desu Jeneraru Sōtōjō!!" (よみがえる！七人のデスジェネラル総登場！)                                                       | 30 tháng 8 năm 2011 |
| 51     | 21  | "Vì tương lai của Thế giới Kỹ thuật số! Tình bạn của Tử Tướng!" "Dejitaru Wārudo no mirai no tame ni! Desu Jeneraru to no Yūjō!" (デジタルワールドの未来のために！デスジェネラルとに友情！) | 6 tháng 9 năm 2011  |
| 52     | 22  | "Anh em Barga! Liên kết đen tối" "Bagura Kyōdai! Ankoku no Kizuna" (バグラ兄弟！暗黒の絆)                                                                                                   | 13 tháng 9 năm 2011 |
| 53     | 23  | "Xâm lấn! Ngày tận thế, D5!!" "Semarikuru! Ningenkai no saigo no hi, Dīfaibu!!" (迫りくる！人間界の最後の日、D5！！)                                                                        | 20 tháng 9 năm 2011 |
| 54     | 24  | "Nắm lấy hào quang DigiXros! Vì tương lai của chúng ta!!" "Eikō no DejiKurosu, tsukame! Oretachi no mirai!!" (栄光のデジクロス、つかめ！おれたちの未来！！)                                 | 27 tháng 9 năm 2011 |

#### Mùa 3:Toki o Kakeru Shōnen Hantā-tachi
| STT    | STT | Tên tập phim | Ngày phát sóng gốc   |
| Series | Mùa | Tên tập phim | Ngày phát sóng gốc   |
| ------ | --- | --- | -------------------- |
|        |     | |                      |
| 55     | 1   | "Chúng ta là thợ săn Digimon!" "Oretachi, Dejimon Hantā!" (おれたちデジモンハンター！)                                                                                            | 2 tháng 10 năm 2011  |
| 56     | 2   | "Các học sinh biến mất! Bóng tối mờ ảo của Sagomon" "Seito-tachi ga Kieta! Yurameku Sagomon no Kage" (生徒たちが消えた！ゆらめくサゴモンの影)                                     | 9 tháng 10 năm 2011  |
| 57     | 3   | "Ước mơ của câu lạc bộ robot, cơn cám dỗ của Pinochimon" "Robotto-bu no Yume, Pinokkimon no Yūwaku" (ロボット部の夢、ピノッキモンの誘惑)                                          | 16 tháng 10 năm 2011 |
| 58     | 4   | "Học sinh ưu tứ bị nhắm đến! Nụ cười của Blossomon" "Yūtousei ga Nerawareta! Burossamon no Hohoemi" (優等生が狙われた！ブロッサモンの微笑)                                        | 23 tháng 10 năm 2011 |
| 59     | 5   | "Cẩn thận với sự dễ thương! Cái bẫy của thợ săn xinh xắn Airu!" "Kawaisa Youchūi! Kyūto Hantā, Airu no Wana!" (かわいさ要注意！キュートハンター、アイルの罠！)                    | 30 tháng 10 năm 2011 |
| 60     | 6   | "Trận đấu kiếm đạo Digimon! Thank kiếm Kotemon tới sát rồi!!" "Dejimon Kendō Shoubu! Kotemon no Yaiba ga Semaru!!" (デジモン剣道勝負！コテモンの刃が迫る！！)                     | 6 tháng 11 năm 2011  |
| 61     | 7   | "Okonomiyaki hoảng loạn! Thành phố toàn Pagumon" "Okonomiyaki Panikku! Pagumon Darake no Machi" (お好み焼きパニック！パグモンだらけの町)                                          | 13 tháng 11 năm 2011 |
| 62     | 8   | "Săn Digimon phát triển mạnh! Thợ săn cao tay ở khu phố thương mại!!" "Dejimon Hanto Daihanjou! Shoutengai no Sugoude Hantā!!" (デジモンハント大繫盛！商店街のスゴ腕ハンター！！) | 20 tháng 11 năm 2011 |
| 63     | 9   | "Taiki trở thành mục tiêu! Tiếng khóc của siêu sao nổi tiếng!" "Nerawareta Taiki! Chou Serebu Sutā no Otakebi!" (狙われたタイキ}！超セレブ・スターの雄たけび！)                   | 27 tháng 11 năm 2011 |
| 64     | 10  | "Đi đến Hồng Kông! Bảo vệ nữ Idol xinh đẹp!!" "Hon Kon Jouriku! Chou Bishōjo Aidoru o Mamore!!" (香港上陸！超美少女アイドルを守れ！！)                                            | 4 tháng 12 năm 2011  |
| 65     | 11  | "Tagiru trở nên yếu đuối!? Gumdramon gặp rắc rối lớn!!" "Tagiru ga Funya-funya!? Gamudoramon Dai Pinchi!!" (タギルがふんやふんや！？ガムドラモン大ピンチ！！)                     | 11 tháng 12 năm 2011 |
| 66     | 12  | "Ngon hay dở? Cuộc thi Ramen Digimon!" "Oishī? Mazui? Dejimon Rāmen Shoubu!" (おいしい？まずい？デジモンラーメン勝負！)                                                           | 18 tháng 12 năm 2011 |
| 67     | 13  | "Chuyến đi chỉ dành cho trẻ em toàn cầu! Đoàn tàu Digimon trong mơ" "Kodomo Dake no Sekai Ryokou! Yume no Dejimon Torein" (子供だけの世界旅行！夢のデジモントレイン)              | 25 tháng 12 năm 2011 |
| 68     | 14  | "Các thợ săn tập trung! Cuộc chiến giành Digimon ở đảo phương Nam!" "Hantā Daishuugou! Minami no Shima no Dejimon Soudatsusen!" (ハンター大集合！南の島のデジモン争奪戦！)        | 8 tháng 1 năm 2012   |
| 69     | 15  | "Muốn kết bạn không? Lời hứa của quỷ Phelesmon" "Tomodachi Hoshī? Feresumon Akuma no Yakusoku" (友だち欲しい？フェラスモン悪魔の約束)                                             | 15 tháng 1 năm 2012  |
| 70     | 16  | "Cuộc trải nghiệm kinh dị đến thóp tim! Tiếng kêu của thợ săn ma!!" "Doki-doki Kyoufu Taiken! Shinrei Hantā ga Hoeru!!" (ドキドキ恐怖体験！心霊ハンターが吠える！)                | 22 tháng 1 năm 2012  |
| 71     | 17  | "Giống hay không? Tên trộm cải trang Betsumon" "Niteru? Nitenai? Hensou Kaitou Betsumon" (似てる？似てない？返送怪盗ベツモン)                                                     | 29 tháng 1 năm 2012  |
| 72     | 18  | "Tập hợp đĩa bay, khủng long! Giấc mơ của Ekakimon" "UFO Kyouryū Daishūgou! Yume no Ekakimon" (UFO・恐竜大集合！夢のエカキモン)                                                   | 5 tháng 2 năm 2012   |
| 73     | 19  | "Thám hiểm dưới đáy biển! Tìm thấy kho báu Digimon như mơ!" "Kaitei Daibouken! Yume no Zaihou Dejimon o Sagase!" (海底大冒険！夢の財宝デジモンを探せ！)                           | 12 tháng 2 năm 2012  |
| 74     | 20  | "Thẻ hiếm biến mất! RookChessmon vô đối" "Rea Kādo ga Kieta! Muteki no Rūkuchesumon" (レアカードが消えた！無敵のルークチェスモン)                                                 | 19 tháng 2 năm 2012  |
| 75     | 21  | "Khu vui chơi trong mơ! Digimon Land!" "Yume no Yūenchi, Dejimon Rando!" (夢の遊園地！デジモンランド！)                                                                           | 26 tháng 2 năm 2012  |
| 76     | 22  | "Hoàng Kim côn trùng! Bí ẩn của MetallifeKuwagamon" "Ōgon Konchū! Metarifekuwagāmon no Nazo" (黄金昆虫！メタリフェクワガーモンの謎)                                               | 4 tháng 3 năm 2012   |
| 77     | 23  | "Bây giờ được tiết lộ! Bí mật của việc săn Digimon!" "Ima Akasareru! Dejimon Hanto no Himitsu!" (今明かせる！デジモンハントの秘密！)                                              | 11 tháng 3 năm 2012  |
| 78     | 24  | "Các anh hùng huyền thoại tập hợp! Cuộc chiến Digimon kỳ cựu!!" "Densetsu no Hīrō Daishūketsu! Dejimon Ōru Sutā Kessen!!" (伝説のヒーロー大集結！デジモンオウルスター決戦！！)    | 18 tháng 3 năm 2012  |
| 79     | 25  | "Cháy lên nào Tagiru! Cuộc săn Digimon vinh quang!!" "Moeagare Tagiru! Eikou no Dejimon Hanto!" (燃え上がれタギル！栄光のデジモンハント！)                                        | 25 tháng 3 năm 2012  |